# Strijkkwartet nr. 14 (Villa-Lobos)
Strijkkwartet nr. 14 is een strijkkwartet van Heitor Villa-Lobos gecomponeerd in Rio de Janeiro in 1944. Het wordt wel het strijkkwartet met de kwarten genoemd; door het hele werk gebruikt de componist deze interval.
Het opvallendste aan dit kwartet is het begin. Het ritme is gelijk aan een van de delen van suite nr. 2 van Johann Sebastian Bach, de bijbehorende noten ontsporen direct in dissonanten, maar de gelijkenis tussen beider thema’s blijft opvallend en hoorbaar. Ook het begin van deel 4 lijkt een citaat van Bach. De première werd gegeven door het Stanley Kwartet, dat ook de opdracht had gegeven voor dit strijkkwartet.

## Delen
1. Allegro
2. Andante
3. Scherzo, vivace
4. Molto Allegro

## Bron en discografie
- Uitgave Briljant Classics : Cuarteto Latinomericano
- Uitgave Naxos: Danubius Quartet

Strijkkwartet nr. 1 · Strijkkwartet nr. 2 · Strijkkwartet nr. 3 · Strijkkwartet nr. 4 · Strijkkwartet nr. 5 · Strijkkwartet nr. 6 · Strijkkwartet nr. 7 · Strijkkwartet nr. 8 · Strijkkwartet nr. 9 · Strijkkwartet nr. 10 · Strijkkwartet nr. 11 · Strijkkwartet nr. 12 · Strijkkwartet nr. 13 · Strijkkwartet nr. 14 · Strijkkwartet nr. 15 · Strijkkwartet nr. 16 · Strijkkwartet nr. 17